# 술폴로부스목
술폴로부스목은 테르모프로테우스강의 한 목이다.